# 찰스 존슨
찰스 존슨(Charles Johnson, 1971년 7월 20일 ~ )은 미국의 전 프로 야구 선수이다.

## 경력
1971년에 플로리다주 포트피어스에서 태어났다. 마이애미 대학교 야구부에서 활동한 후 1992년에 있었던 MLB 드래프트에서 플로리다 말린스에게 1라운드 전체 28순위로 지명을 받아 입단하게 된다.
1994년 5월 6일에 있었던 필라델피아 필리스전에서 메이저 리그에 데뷔하였다. 현역 시절 메이저 리그 최고의 수비형 포수로 인정받으며 4년 연속 골드글러브 상을 수상하였고 네 번의 플로리다 말린스 프랜차이즈 노히트 노런 중 세 번이나 기여하였다. 메이저 리그 역사상 루키 시즌(1994년)에 골드글러브 상을 수상한 네 번째 포수이며, 1997년에는 123경기 풀타임 포수로 뛰면서 단 한 개의 실책도 범하지 않으며 메이저 리그 역사상 세 번째 무실책 포수(100경기 이상 출장 기준)로 기록되었다. 또한 1997년 월드 시리즈에서 플로리다 말린스가 클리블랜드 인디언스를 꺾고 사상 첫 우승을 차지하는 데 주역이 되기도 했다.
2000년 시즌 시카고 화이트삭스와 볼티모어 오리올스에서 타율 0.304 31홈런 91타점의 놀라운 공격 스탯을 올리기도 했지만, 탁월한 수비 옵션에 비해 타격에 약점이 많아 1998년 시즌 도중 로스앤젤레스 다저스로 트레이드된 이후 잦은 트레이드에 시달리며 하향세를 걸었다.

## 수상 경력
- 메이저 리그 올스타 2회 : 1997년, 2001년
- 골드글러브 상 4회: 1994년 ~ 1998년